# 타이슨 푸드
타이슨 푸드 주식회사(Tyson Foods, Inc., NYSE: TSN)은 미국의 다국적 기업으로 아칸소주 스프링데일에 기반을 두고 있으며, 식품 산업 회사이다. 브라질의 육류가공회사 JBS S.A.에 이어 세계에서 두번째로 큰 닭고기, 쇠고기, 돼지고기 업체이며, 연간 미국에서 쇠고기를 가장 많이 수출하고 있다.

## 개요
다양한 종류의 단백질 원료 제품과 123개의 식품 가공 식물 제품을 생산한다. 미국과 세계 각 곳에 300개의 사업장을 두고 있으며, 미국에 100개 이상의 사업장을 두고 있다. 사원은 약 11만 3천명이다. 6,729개의 양계장과 계약하고 있다.
타이슨 푸드는 닭, 쇠고기와 돼지고기에 부가가치를 더하여 리테일 식료품 회사와, 대량 식품 체인, 패스트 푸드 업체에 공급하는 가장 큰 미국 회사 중 하나이다. 생 쇠고기와 돼지고기, 얼리고 조리된 닭, 쇠고기와 돼지고기 제품, 슈퍼마켓 출시용 닭튀김, 피자에 들어가는 고기 토핑, 패스트푸드에 들어가는 치킨, 분쇄된 쇠고기와 밀가루 토르티야. 공급하는 업체로는 닭고기를 취급하는, KFC와 타코벨이 포함된 얌! 브랜즈 체인과 맥도날드, 버거킹, 웬디스, 월마트, 크로거, 코스트코, IGA, 비포 브래디(Beef O'Brady's), 작은 레스토랑과 교도소가 포함되어 있다.

## 비판 및 논란
2007년, 닭을 도살하다 말고 장난을 친 일 때문에 PETA의 비난을 받았다.
2016년 9월 미국 농무부는 타이슨 푸드의 치킨너겟 제품에서 하얀색 플라스틱 조각이 발견되었으며, 이에 따라 총 13만2520파운드의 치킨 너겟 리콜 계획을  밝혔다. 대량 리콜 사태 및 실적 악화 등에 대한 책임을 지고 도니 스미스 최고경영자가 2016년 11월 사임했다.

## 같이 보기
- 배양육
- 식품산업
- 푸드 주식회사